# Far Cry 2
Far Cry 2 er et first-person shooter-spil til Playstation 3, Xbox 360 og PC, som er udviklet af Ubisoft og udgivet i 2008. Spillet benytter sig af fysikmotoren Havok Physics for øget realisme.